# Bönhas
Bönhas var under skråsystemets tid detsamma som en obehörig hantverkare, det vill säga någon som utövade ett hantverk utan att vara medlem av hantverkets skrå. "Bönhaseri" var intrång i skrånas privilegier och således förbjudet och bestraffades oftast med böter. Hantverkarsammanslutningarnas rätt att utreda misstänkta yrkesfuskare avskaffades 1820.
När skråsystemet upphävdes genom lag år 1846, försvann givetvis även bönhasarna.
Ursprunget till ordet kommer från tyskans Böhnhase (äldre bonehase), vilket betyder "vind-hare", någon som arbetar i skymundan, "på en vind". Böhn (bone) står för ’vind’, och Hase betyder ’hare’ och användes i nedsättande betydelse. 